# 山梨県小瀬スポーツ公園陸上競技場
山梨県小瀬スポーツ公園陸上競技場（やまなしけんこせスポーツこうえんりくじょうきょうぎじょう）は、山梨県甲府市の山梨県小瀬スポーツ公園内にある陸上競技場兼球技場。施設は山梨県が所有し、山梨県スポーツ協会が指定管理者として運営管理を行っている。
南アルプス市に本社を置くパソコンサプライ製品メーカーのジットが施設命名権を取得しており、2021年3月1日から「JIT リサイクルインク スタジアム」（ジット リサイクルインク スタジアム、略称「JITス」）の呼称を用いている（詳細は後述）。

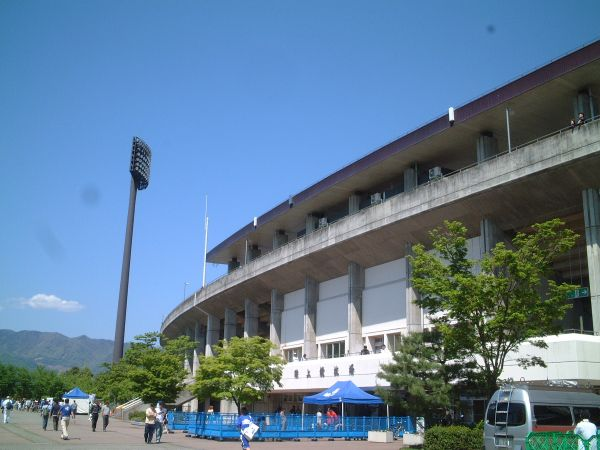
メインスタンド外観

## 歴史

### 開場 - 1996年
1986年に山梨県で開催された第41回国民体育大会（かいじ国体）の開閉会式場および陸上競技施設として前年である1985年に開場した。建設費抑制や国体閉会後の利用予測から座席はメインスタンドのみとし、バックスタンド及びサイドスタンドは傾斜の緩い芝生席となった。また、昼間使用を前提としたため夜間照明設備は省略され、屋根も放送・来賓席の部分のみに設けるなど当時の国体用陸上競技場（鳥取県立布勢総合運動公園陸上競技場や沖縄県総合運動公園陸上競技場を参照）を基準とした造りであった。
また、平成8年度全国高等学校総合体育大会（1996年）で開会式場ならび陸上競技の会場として使用された。

### 1997年 - 2004年
ジャパンフットボールリーグに所属していたヴァンフォーレ甲府が1999年よりJリーグ ディビジョン2（J2）に参入するに際して開催基準を満たすため、改修工事（第一次改修）を実施した。内容は以下の通り。
- 山梨県による収容人数はかいじ国体時の2万人としていたが、Jリーグでは芝生席を原則収容人数と認めず、J2の開催基準である10,000人に達しないことから、バックスタンドの芝生席を一度解体し、新たにコンクリート造のスタンドを設置し、Jリーグ規定で13,000人収容とする[注 1]。
- 南側サイドスタンドに電光掲示板を新設。
- 放送設備を改修。

これによりヴァンフォーレ甲府はスタジアム要件をクリアし、Jリーグの開催が可能となった。
2004年にフィールドの改修が行われ、土壌入れ替えや排水設備の改良、芝生をティフトン類の夏芝に張り替えた。また、オーバーシードを行うことにより1年中緑色を保てるようになった。

### 2005年 - 現在

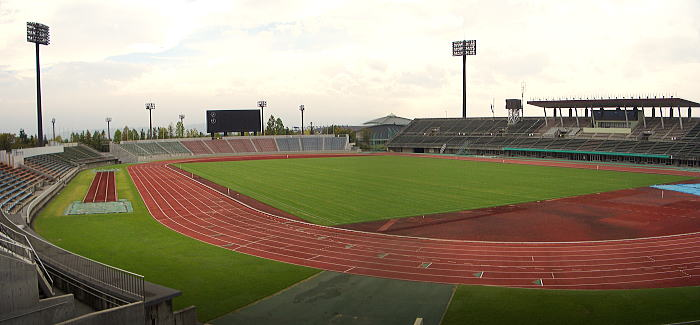
第二次拡張工事中のフィールド及びスタンド。サイドスタンドの座席化が完了したばかりで、左側のバックスタンドは増設工事中であった。（2005年11月撮影）

Jリーグ ディビジョン1（J1）の基準である椅子席1万5000席以上を満たすために、2005年に観客席の拡張工事を実施（第二次改修）。内容は以下の通り。
- サイドスタンドに残されていた芝生席を解体し、新たにスタンドを設置し座席化。
- バックスタンドについても既存のスタンドの上部に座席を増設。

2005年10月にサイドスタンドの座席化が完了、バックスタンドの増設工事も2006年3月に完了した。これにより収容観客数は17,000人となり、J1の公式試合が開催できる基準となった。
2009年、日本陸上競技連盟の第一種陸上競技場基準を満たすために、走路の工事および電光掲示板の映像装置化（フルカラー化）工事が実施された。

## 命名権
2010年9月27日より命名権募集が行われ、11月2日に甲府市に本店を置く地方銀行の山梨中央銀行が命名権を取得（2011年3月1日から5年間、年額2,000万円）して、2011年3月1日から山梨中銀スタジアム（略称：「中銀スタ」）の呼称を用いている。最初の命名権は2016年2月29日までとなったが、3月1日に山梨中央銀行が命名権を更新（2016年3月1日から5年間、年額2,000万円）している。
その後、2021年の契約更新に当たって山梨中央銀行が命名権契約を更新せず、山梨県は新たな命名権者を募集した所、南アルプス市に本社を置くパソコンサプライ製品メーカーのジットが命名権を取得し、新たにJIT リサイクルインク スタジアムの呼称を用いることに決まった。契約期間は2021年3月1日から5年間で、契約額は年額2,000万円。

## 施設概要

### 主競技場（JIT リサイクルインク スタジアム）
- 日本陸上競技連盟第1種公認
  - 山梨県内で第1種の競技場は当競技場のみ。
- トラック：400メートル（m）×8レーン（全天候型ウレタン舗装）
- 屋内走路：全天候型ウレタン舗装、100m×2レーン、2016年にバックスタンド通路に設置。
- フィールド：天然芝
- フィールド：106 m × 70 m
  - 竣工時は寒地型高麗芝であったが、2004年の改修以降は暖地型西洋芝（ティフトン類）と寒地型西洋芝（ライグラス類）の混合となっている。
- 収容人数：17,256人収容（インスタンド6,050席、バックスタンド6,161席、サイドスタンド4,972席。車椅子用スペースとしてメインスタンド25席、バックスタンド14席、サイドスタンド34席。）
  - Jリーグの試合時は緩衝地帯を設けるなどで15,853人収容としている。
  - 原則立ち席はなく、全席座席となっている。
  - 竣工当初はバックスタンドおよびサイドスタンドは芝生席となっており、かいじ国体では芝生席の上に仮設スタンドを増設するなどして一時的に20,000人収容としている。
  - バックスタンド中央にはかつて炬火台が存在し、かいじ国体および高校総体などで使用されていた。第一次改修の座席化の際は残されたが、第二次改修の際スタンド増設の障害になることから撤去されている。
- 屋根：メインスタンド中央上段のみ設置。これに関してはJリーグクラブライセンス制度B等級の「観客席の3分の1以上を屋根で覆うこと」の基準を満たしていないので、ヴァンフォーレは制裁（是正勧告）を受けている。
- 大型映像装置：東芝ライテック製スーパーカラービジョン（画面部分7.8 mｘ17.6 m）。
  - 第一次拡張時に設置された東芝ライテック製3色LED式電光掲示板を2009年に改修、大型映像装置化。電光掲示板時代はドットが粗く、得点と選手を同時に表示させる際選手はカタカナ表記であった。
  - 開場当初は北側サイドスタンドにパネル式スコアボードが設置されていた。第一次拡張後も残っていたがほとんど使われることはなく、第二次拡張時に撤去されている。
- 照明設備：1500 Lx 4基・メインスタンド屋根
  - 設置当初はメタルハライドランプであったが、2023年6月にLED照明化されている。

ロッカールーム、ドーピングコントロールルーム、放送設備、トイレ
- 日本陸上競技連盟第1種およびJリーグクラブライセンスのJ1ライセンス条件に対応。ただしトイレはJ1ライセンスの「60%ルール」（10200人基準）による適応のため、これを上回る観客動員の場合は不足している。

売店設備
メインスタンドの外側に売店があるが営業していることは稀である。Jリーグの試合が開催される場合、売店はシャッターが閉められ営業しておらず、かわりに競技場南西側の広場に「ヴァンフォーレパーク」と称した屋外型フードパークが設けられている。

### 補助競技場
- 日本陸上競技連盟第3種公認
- トラック：400 m×6コース（全天候型ウレタン舗装）
- 直走路:140 m 8コース

## 利用状況

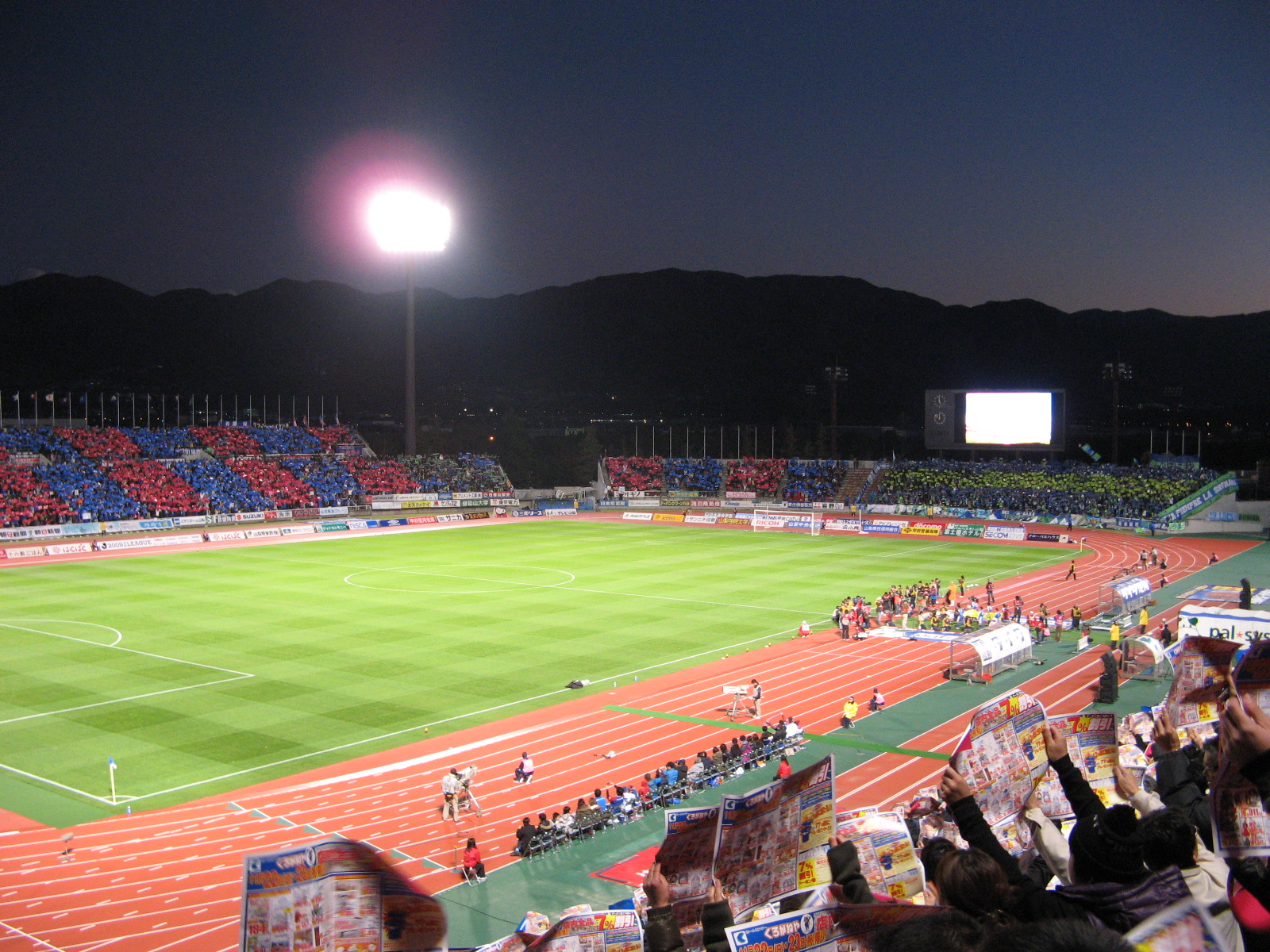
ヴァンフォーレの試合

2014年および2015年の使用実績は以下のとおりである。
| 競技（球技）名         | 2014年 | 2015年 |
| ---------------------- | ------ | ------ |
| サッカー（Jリーグ）    | 18     | 21     |
| サッカー（その他）     | 10     | 8      |
| ラグビー               | 2      | 2      |
| アメリカンフットボール | 1      | 1      |
| グラウンドゴルフ       | 11     | 11     |
| 陸上競技               | 39     | 35     |
| その他                 | 4      | 5      |
| 合計                   | 85     | 73     |

### 陸上競技
全国規模
- 第22回全日本中学校陸上競技選手権大会（1995年）
- 第67回全国高等学校対校陸上競技選手権大会（2014年）

県内規模
- 小瀬カーニバル
- 国民体育大会 選考会
- 実業団対抗陸上競技大会
- 全国高等学校総合体育大会山梨大会
関東高等学校陸上競技大会の山梨県予選会や国民体育大会予選会も兼ねている
- 全日本中学通信陸上競技山梨県大会
山梨県中学校陸上競技選手権大会、国民体育大会予選会も兼ねていて全日本中学校陸上競技選手権大会の予選会でもある
- 関東陸上競技選手権大会
- 山梨県陸上競技選手権大会など

### サッカー
- ヴァンフォーレ甲府のホームゲーム
1999年以降リーグ戦、Jリーグカップ戦のホームゲームで使用される。2001年以降県内開催は当競技場で固定化されている。
- プレシーズンマッチ 浦和レッドダイヤモンズvsベルマーレ平塚（1994年6月26日、浦和のホームゲーム）[8]
第一期改修前唯一のJリーグの試合で、Jリーグ同士のチームとして初めての試合。
観客動員数15,272人は2006年5月3日のヴァンフォーレ甲府vsFC東京戦（15,427人）まで当競技場のサッカーの試合では最高動員数であった[注 2]。
- J2リーグ第4節 松本山雅FCvsファジアーノ岡山FC（2018年3月17日、松本のホームゲーム）
Jリーグの公式戦では初めてとなるヴァンフォーレ甲府以外の主管試合。
松本のホームスタジアムである松本平広域公園総合球技場（アルウィン、現サンプロ アルウィン）が2018年3月末まで芝の張替工事が行われている関係から使用不可のため、当競技場での代替試合となった[9]。
- 天皇杯 JFA 全日本サッカー選手権大会
ヴァンフォーレ甲府の初戦として使用されるほか、山梨県代表のチームのホームゲームとして使用されることがある。
- 全国高等学校サッカー選手権大会山梨県大会
開会式および準決勝、決勝にて使用される。

### ラグビー
- ジャパンラグビートップリーグ
年1試合開催。2011年以降はサントリーサンゴリアスのホームゲーム。
- UTY招待ラグビー

### その他
- ラッシュボウル（アメリカンフットボール）
- シルバースポーツフェスティバル（グラウンド・ゴルフ）

### 過去の使用実績
- 第41回国民体育大会（かいじ国体）－開閉会式、陸上競技
- 平成8年度全国高等学校総合体育大会（'96山梨総体）－総合開会式
- 平成26年度全国高等学校総合体育大会（煌(きら)めく青春　南関東総体2014）－サッカー決勝

## 競技場の現状
小瀬陸上競技場は2016年時点で以下の問題を抱えている。これらの問題に関しヴァンフォーレ甲府をはじめサッカー、ラグビー、アメリカンフットボールの3競技4団体は県に対し署名活動を行うなど新たな球技場の設置を求めており、山梨県も球技場設置に向けた検討に入っている。

### 老朽化問題
1985年の竣工から40年が経過しているが、メインスタンドは竣工時から大規模な改修を行なっておらず老朽化が懸念されている。2025年のJリーグにて使用されるスタジアムのうち小瀬陸上競技場より古いものはさいたま市大宮公園サッカー場（1960年竣工）、等々力陸上競技場（1962年竣工）、ヤマハスタジアム（1978年竣工）、日立柏サッカー場（1985年竣工）があるが、実質上小瀬陸上競技場が最も古いスタジアムとなっている。

### 屋根の問題
Jリーグクラブライセンス制度のスタジアム要項B等級に「観客席の3分の1以上を屋根で覆うこと」が記されている が、当競技場はメインスタンド中央上段（放送席とその周辺）のみにしか設置されておらず、ヴァンフォーレ甲府はライセンス更新のたびに是正勧告を受けている。屋根設置には多大な費用がかかるほか、設置工事の際にはスタンドを封鎖するなどの措置が必要となる。

### メインスタンド改修における問題
上記問題（老朽化と屋根）に対応するためメインスタンドを改修する場合、「メインスタンドのみ使用停止にする」または「工事期間中仮設スタンドを設置する」という2つの方法があるが、いずれも諸問題が発生する。
- 「メインスタンドのみ使用停止にする」場合、定員だけでなく更衣室や放送設備、ドーピングコントロールルームの問題が発生する。これらの設備はJリーグクラブライセンス制度のA等級基準に該当することから、これに違反するとライセンス不発行の可能性がある。これらの設備を仮設で補うのは可能であるが、設置場所等の課題がある。ただし、2019年に規則が改正され、3年以内の基準化充足改修が完成するか、ないしは5年以内にホームタウン内の別の個所に上位ライセンス基準を充足したスタジアムの新設、ないしは既存スタジアムの大規模な改築を完了することを前提として、上位ライセンスを維持できる制度がある。
- 「仮設スタンドを設置する」方法は等々力陸上競技場および町田市立陸上競技場にて行った例があり、双方改修中にJリーグの試合を開催しているが、この場合トラックの上または直近に仮設スタンドを設置することになるため、陸上競技が一切不可能になる。等々力と町田は近隣に日産スタジアムや味の素スタジアムなどの代替陸上競技場があるためこの方法がとることが可能であったが、上述の通り山梨県内に第1種公認競技場が他になく、日本陸上競技連盟（日本陸連）および山梨陸上競技協会（山梨陸協）との調整が必要になる[注 3]。

### 球技観戦における問題
スタンドとグラウンドの間にトラックがあり、球技場と比較し距離が離れている。また、元々が国民体育大会用に建築され、仮設スタンドを設置するなどの目的からスタンドの傾斜を緩く設置していることから球技観戦の際見づらい構造となっている。なお、小瀬陸上競技場のトラックを含めたフィールドに長野県松本平広域公園総合球技場（アルウィン）の観客席がほぼ収まることが報告されている。

### スケジュール問題
陸上競技場兼球技場であることから陸上競技、サッカー、ラグビー、アメリカンフットボール、グラウンドゴルフ他各種の競技で使用されている。このうち陸上競技は第1種公認、サッカーはJリーグクラブライセンス制度のJ1およびJ2ライセンスA等級に対応している他施設が県内になく、特に10月から11月にはスケジュールが早いうちに埋まる。この時期に開催されている球技のうち、全国高等学校サッカー選手権大会山梨県大会は決勝戦のみ使用、全国高等学校ラグビーフットボール大会山梨県大会は決勝戦を含め御勅使南公園ラグビー場を使用している。また、ヴァンフォーレ甲府の試合に関してもリーグ戦および天皇杯の初戦は押さえているが天皇杯にて勝ち上がった場合の2戦目以降は開催される保証がない。例として2013年11月20日の4回戦（ヴァンフォーレ甲府対コンサドーレ札幌）の試合は山梨県サッカー協会が開催権を持っていたがこの日は県民の日でありグラウンド・ゴルフ大会が先に抑えていたことから開催できず熊本県で開催せざるを得ない状況になっている。

### ACL問題
AFCチャンピオンズリーグ（ACL）にヴァンフォーレ甲府が出場することになった場合、当スタジアムでは試合不可であることが判明した。アジアサッカー連盟（AFC）主催大会基準では、「AFCチャンピオンズリーグ（ACL）」では原則として5000人以上、「AFCカップ」では3000人以上収容の30cm以上の背もたれ付き個別席の設置が義務付けられている が、当競技場はロングシートしかなく、AFC基準を満たしていないため、現状ではAFC主催大会が開催できないことから、開催までに個別席への張替えができない場合、近隣都県の代替会場の調整も検討している
なお、ヴァンフォーレ甲府は第102回天皇杯全日本サッカー選手権大会で優勝を果たし、ACL2023/24の出場を決めており、AFCに対し、ヴァンフォーレ主管試合については国立競技場を本拠地扱いとして登記申請したことが分かった。ヴァンフォーレ甲府社長の佐久間悟は「クラブとしてはACLに出場することを、成長と発展につなげるべく、意義のあるものとしたいと考えており、日本を代表する山梨県のプロビンチャーレ（プロビンチャー）クラブとして、グループステージの主管試合をすべて国立で行うことをJリーグに申請しました。この決定は試合時の来賓（VIP）対応と集客力を高めたいなどを総合的に考えて、また同時にロマンを追求した挑戦となりますが、かかわる多くの方々のご理解とご協力によって実現することに感謝申し上げます」 と発表している。2023年5月、AFCは国立競技場を本拠地とすることを承諾し、ACLクラブライセンスを発給した。